# La Ilustración Ibérica
La Ilustración Ibérica fue una revista decimonónica catalana publicada  de manera semanal entre 1883 y 1898 en Barcelona por Ramón Molinas. Se presentaba como un «semanario científico, literario y artístico». Estaba escrita en castellano y en portugués. Escribieron en ella como articulistas nombres como Blasco Ibáñez, José Echegaray, Francisco Pi i Margall, Benito Pérez Galdós, Emilio Castelar, Patrocinio de Biedma o Leopoldo Alas. Ha sido descrita como una publicación de carácter «anglófilo».